# Musée du Vin et du Négoce de Bordeaux
Ne doit pas être confondu avec Cité du Vin.
Le musée du Vin et du Négoce de Bordeaux est un musée consacré au vin de Bordeaux et à son commerce. Il est situé dans une ancienne maison de négociant du XVIIIe siècle, dans le quartier des Chartrons, à Bordeaux.
Dans trois caves semi-enterrées, le musée présente une collection d'objets historiques et de témoignages retraçant le commerce des vins de Bordeaux.

## Histoire

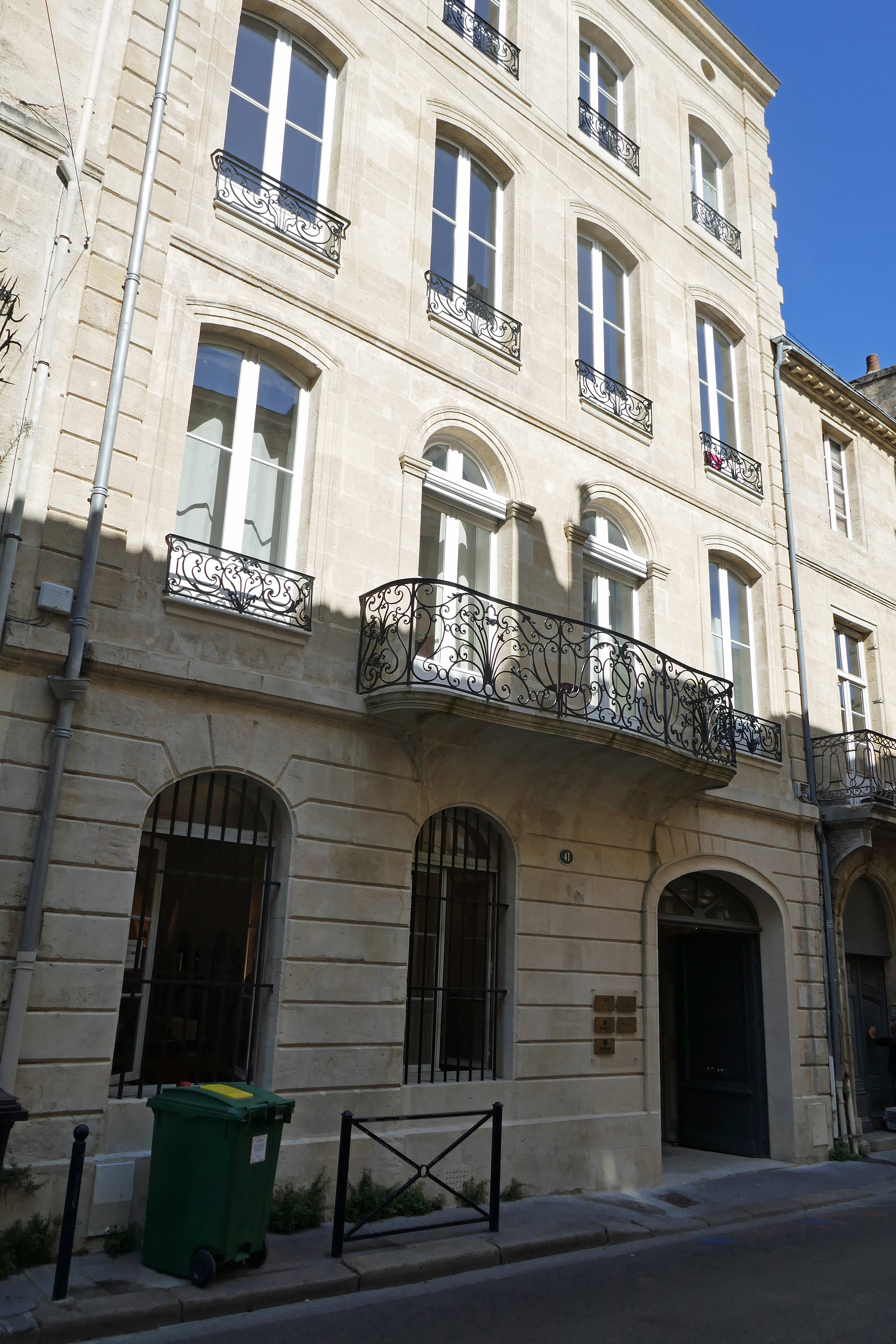
La façade de la maison de négociant, dont aujourd'hui le rez-de-chaussée et les caves se visitent.

Le quartier des Chartrons à Bordeaux est historiquement le quartier des négociants. Au 41 rue Borie, se trouve une maison construite en 1720 et ayant appartenu au négociant irlandais Francis Burke. 
En 2007, le négociant en vin Grégory Pecastaing travaille dans cet édifice, sans en connaître l'histoire, jusqu'au jour où il tombe sur un itinéraire de Bordeaux listant les lieux de la ville au passé irlandais, dans lequel la maison de Francis Burke est mentionnée. Profitant de l'organisation par la France cette année-là de la coupe du monde de rugby, Grégory Pecastaing fait visiter les chais souterrains à 4 000 personnes.
Conscient de l'intérêt du sujet et après un travail de recherche, il ouvre l'année suivante, en 2008, un Musée du Vin et du Négoce présentant les vins de Bordeaux et son métier de négociant.
L'exposition est installée dans les caves semi-enterrées et voûtées, tandis que l'accueil et la boutique sont situées dans l'ancienne tonnellerie au rez-de-chaussée.

## Collection
Parmi les objets exposée figure une barrique réalisée par la tonnellerie Sylvain de Libourne, grâce à un chêne de Morat âgé de 340 ans, provenant de la forêt de Tronçais, dans le nord-ouest de l’Allier.

## Galerie

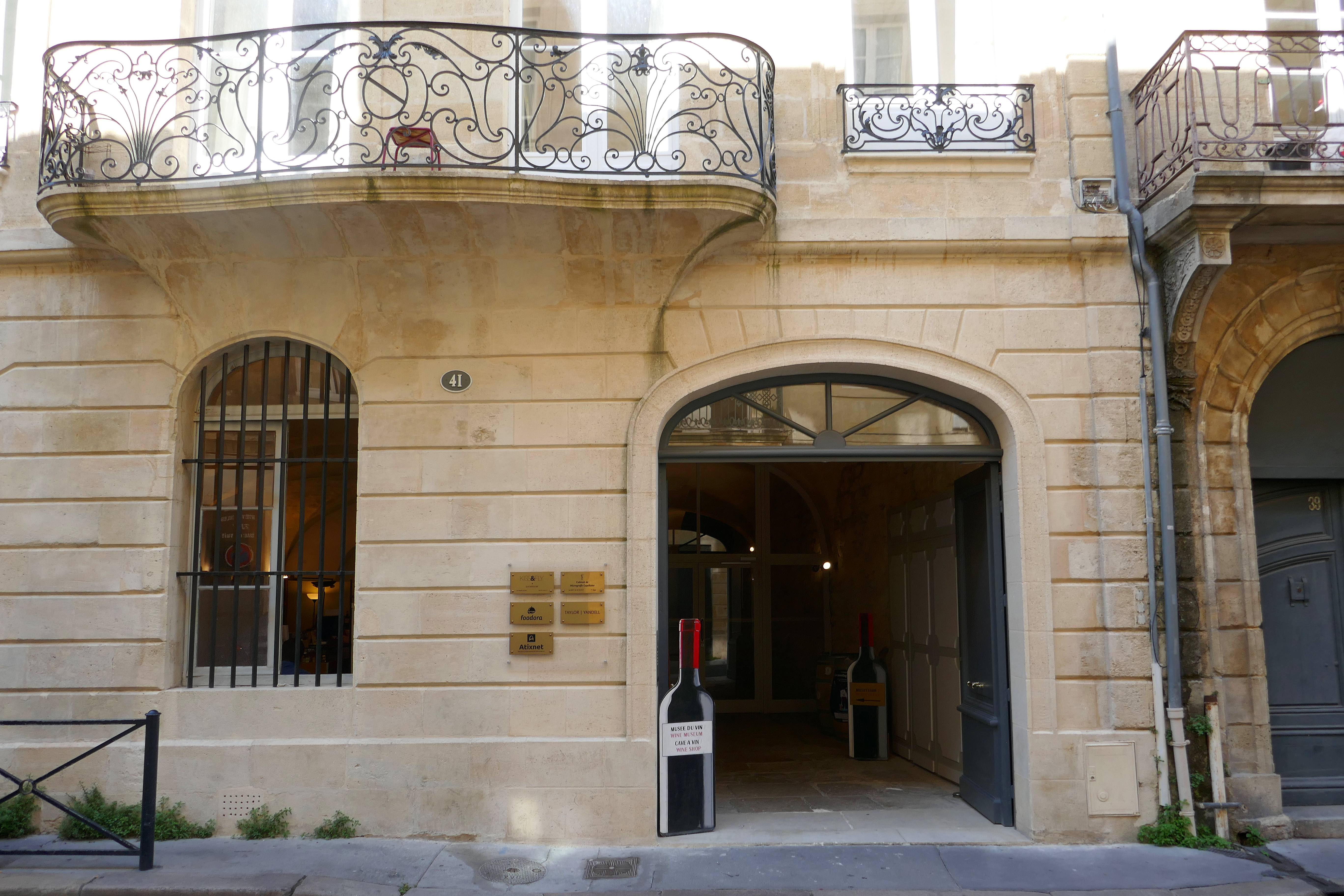
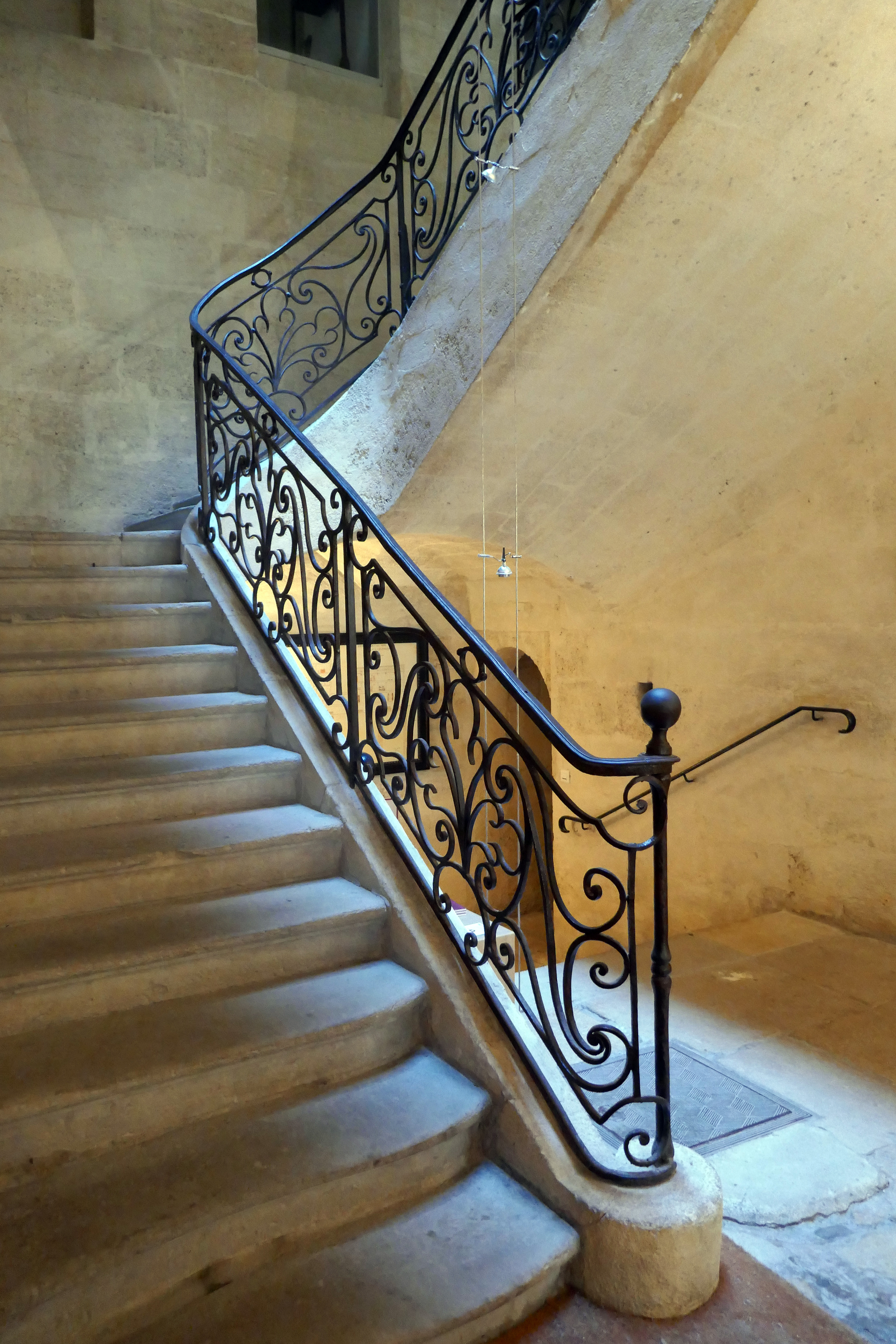
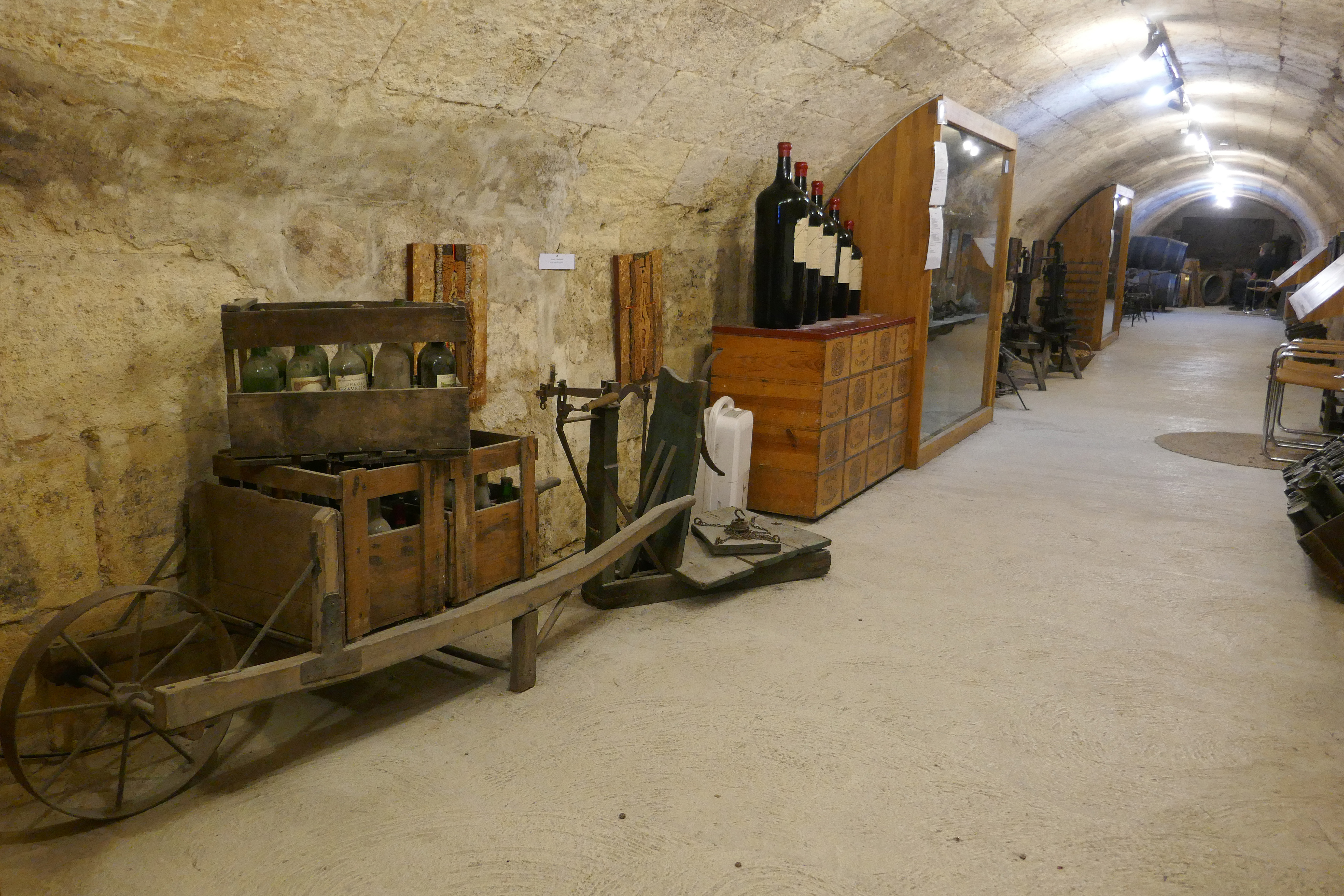